# فرانسيسكو دي فابياني
فرانسيسكو دي فابياني (بالإيطالية: Francesco De Fabiani)‏ هو متزحلق إيطالي، ولد في 21 أبريل 1993 في أوستا في إيطاليا.

## وصلات خارجية
- فرانسيسكو دي فابياني على موقع الاتحاد الدولي للتزلج (التزلج الريفي) (الإنجليزية)
- فرانسيسكو دي فابياني على موقع اللجنة الأولمبية الدولية (الإنجليزية)
- فرانسيسكو دي فابياني على موقع أوليمبيديا (الإنجليزية)